# 薪莊
薪莊（日语：／ Takiginoshō）是鎌倉時代位於山城國的莊園，又稱薪薗，為石清水八幡宮的社領，屬於寄進地系莊園。

## 概要
薪莊位於山城國綴喜郡，即現在木津川西岸，京都府京田邊市甘南備山的山麓規模不明，領家是石清水八幡宮。
薪莊最早出現於保元3年（1158年）12月3日的官宣旨，當時是宮寺領，其後的史料則顯示在10世紀是已經是石清水八幡宮的領地，但是在平安時代具體情況仍然不明。
鎌倉時代時的嘉禎元年（1235年），薪莊與西北方興福寺領的大住莊就用水問題爆發衝突，薪莊中的60處在家眾被焚毀，興福寺攻入薪莊時更殺害了兩名石清水八幡宮的神人，導致石清水八幡宮和興福寺兩權門爭拗不斷，最終在弘安5年（1282年），龜山上皇發出院宣，將薪莊和大住莊變更為關東地方一元地，歸類為關東御領，變成鎌倉幕府的領地。